# Niedźwiada (gemeente)
De gemeente Niedźwiada is een landgemeente in het Poolse woiwodschap Lublin, in powiat Lubartowski.
De zetel van de gemeente is in Niedźwiada.
Op 30 juni 2004 telde de gemeente 6362 inwoners.

## Oppervlakte gegevens
In 2002 bedroeg de totale oppervlakte van gemeente Niedźwiada 95,82 km², waarvan:
- agrarisch gebied: 76%
- bossen: 15%

De gemeente beslaat 7,43% van de totale oppervlakte van de powiat.

## Demografie
Stand op 30 juni 2004:
| Omschrijving                   | Totaal | Totaal | Vrouwen | Vrouwen | Mannen | Mannen |
| ------------------------------ | ------ | ------ | ------- | ------- | ------ | ------ |
| eenheid                        | aantal | %      | aantal  | %       | aantal | %      |
| inwoners                       | 6362   | 100    | 3194    | 50,2    | 3168   | 49,8   |
| bevolkingsdichtheid (inw./km²) | 66,4   | 66,4   | 33,3    | 33,3    | 33,1   | 33,1   |

In 2002 bedroeg het gemiddelde inkomen per inwoner 1144,76 zł.

## Administratieve plaatsen (sołectwo)
Berejów, Brzeźnica Bychawska, Brzeźnica Bychawska-Kolonia, Brzeźnica Książęca, Brzeźnica Książęca-Kolonia, Brzeźnica Leśna, Górka Lubartowska, Niedźwiada, Niedźwiada-Kolonia, Pałecznica, Pałecznica-Kolonia, Tarło, Tarło-Kolonia, Zabiele, Zabiele-Kolonia.

## Aangrenzende gemeenten
Lubartów, Lubartów, Ostrów Lubelski, Ostrówek, Parczew, Serniki, Siemień